# Djebel Dyr
Der Djebel Dyr (auch Jebel Dyr) ist ein  bis zu 1468 m hoher Gebirgszug im Nord-Osten von Algerien.

## Geomorphologie
Der Berg liegt 20 km nördlich von Tébessa. Seine stark erodierten Nebengipfel heißen Boulhaf (1276 m) und Tala (1258). Die Täler heißen Oued El-Mehri, Oued Erkel, Oued Gastel und Oued Bousmane.
Aus geomorphologischer Sicht hat der Djebel Dyr die Form eines auf einer Hochebene gelegenen Talkessels, der sich von Süd-Westen nach Nord-Osten erstreckt. Er ist 11,25 km lang und 3,5 km breit. Die Höhenlage schwankt zwischen 900 und 1468 m, wobei das Gefälle zum Zentrum des Beckens hin abnimmt und den Abfluss des Oberflächenwassers in die Senken begünstigt.
Er zeichnet sich durch seine asymmetrische Form aus, mit einem langen Nord-Ost-Hang und einem kurzen Süd-West-Hang. Die äußere Form des Djebel Dyr, ein Erbe der maghrebinischen Orogenese, zeigt eine Landschaft in Form eines steilen Dachs, das sich 472 m über eine weite, schwach gewellte Ebene erhebt. Strukturell bildet diese Landschaft den Rest der wichtigsten tektonischen Strukturen der Region, in der ein Wechsel von Kalksteinen und Mergeln von beträchtlicher Mächtigkeit die Freisetzung struktureller Formen durch Erosion begünstigt.

## Geologie

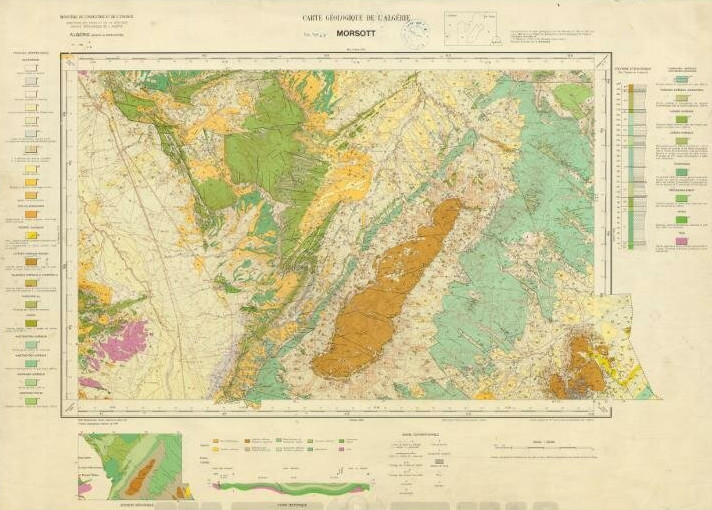
Der Djebel Dyr (braun) auf einer geologischen Karte von 1972

Der Gebirgszug gehört zum Atlasgebiet mit gefalteter Struktur, dessen Falten in Südwest-Nordost-Richtung verlaufen. Diese Kalksteinlandschaft setzt sich aus Sedimentreihen zusammen, die aus der Unterkreide (Barremium) und dem Miozän stammen und in bestimmten Gebieten von quartären Ablagerungen bedeckt sind.

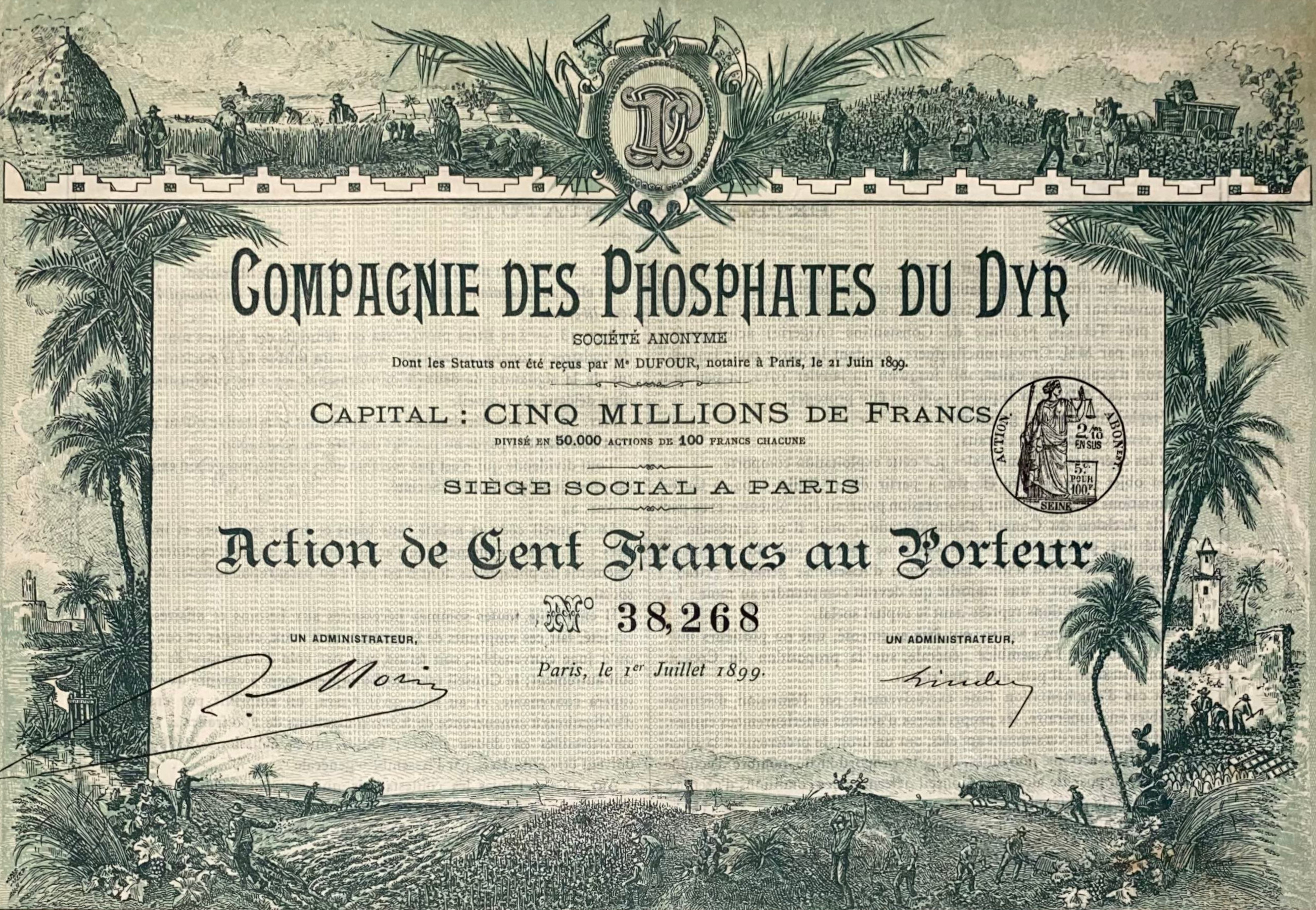
Aktie der Compagnie des Phosphates du Dyr, 1. Juli 1899

Die seit der Zeit von 1893 bis 1908 industriell ausgebeutete, etwa 10 cm bis 50 cm mächtige Phosphatschicht liegt in einer öden und unkultivierten Gebirgsregion, in der außer dem Phosphatlager auch Eisen-, Blei- und Zinkerzlagerstätten vorkommen. Das Phosphatlager wurde anfangs in den Bergwerken von Crookston ausgebeutet, das gut eingerichtet war und außerordentliche Schwierigkeiten zu bewältigen hatte. Die Phosphate wurden um 1905 von der aus der Compagnie Crookston hervorgegangenen Compagnie des Phosphates du Dyr abgebaut.
Die Phosphate des Djebel Dyr stammen nicht von Landtieren oder Vögeln, denn sie entstanden weder aus Knochen, noch aus phosphorhaltigem Guano. Es sind mineralische, aus phosphorsaurem Kalk bestehende, mehr oder weniger reine Phosphate. Eine 2018 veröffentlichte petro-mineralogische Analyse von am Djebel Dyr entnommenen Proben zeigte, dass die Sedimentphosphate marinen Ursprungs sind. Die Sortierung und morphoskopische Beobachtung vergleichbarer Proben aus den nahegelegenen Phosphatminen von Tébessa führte zur Isolierung von Koprolithen, fossilen Fischzähnen und Lithoklasten, vor allem aber von eiförmigen phosphatischen Pellets.
Die Fischfauna des Djebel Dyr bewohnte bevorzugt die neritischen Zonen, was hochgradig opportunistischen Raubfischen die Möglichkeit gab, verschiedene Tiergruppen wie Muscheln, Schnecken und Kopffüßer, Krebstiere, Stachelhäuter, Ringelwürmer, Spritzwürmer und Fische zu erbeuten. Der Reichtum der Biota auf dem Kontinentalschelf und am oberen Hang steht in starkem Kontrast zu den pelagischen oder bathyalen Zonen, wo die potenzielle Nahrung weniger reichlich vorhanden, weiter verstreut und weniger vielfältig ist.
Die phosphatische Serie von Djebel Dyr lieferte eine Fülle von Fischresten mit vielen Raubtieren, vertreten durch 28 Arten von Knorpelfischen (Plattenkiemer, Euselachii und Rochen). Die in den Phosphatschichten nachgewiesenen fossilen Formen der Plattenkiemer (d. h. Hai- und Rochenartige) bestätigen die Entstehungszeit dieser Formation von Djebel Dyr im Thanetium. Die Gebissarten charakterisieren hauptsächlich benthische und nektische Formen des neritischen Litorals.
Die Fischfauna deutet auf ein marines, küstennahes Flachwassermilieu mit sowohl felsigem als auch sandigem Boden und temperierten bis subtropischen Klimabedingungen hin. Die entsprechenden paläobiogeographischen Angaben sind fast identisch mit den zeitgenössischen Fischen des Mittelmeeres. Offensichtlich bewohnte die Fischgruppe von Djebel Dyr während des Thanetiums einen relativ engen Golf, der vom offenen Meer getrennt war.

## Paläontologie

### Dyrosaurus

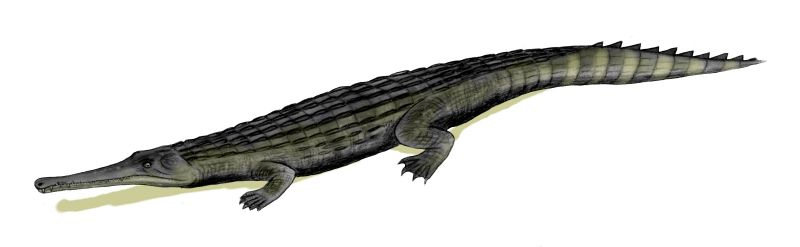
Dyrosaurus (Rekonstruktion)

Der wie ein Krokodil aussehende Dyrosaurus wurde vom französischen Paläontologen Auguste Pomel im Jahr 1894 nach dem Djebel Dyr benannt, auf dem seine versteinerten Wirbel in einer Phosphatmine gefunden wurden.

## Archäologie

### Mittelsteinzeitliche FundstätteOued Bousmane
Der im Hochland des Djebel Dyr gelegene Felsenunterstand von Oued Bousmane weist eine stratigrafische Abfolge aus der Mittelsteinzeit auf. Die im Jahr 2006 entdeckte Fundstelle brachte 561 steinerne Artefakte zu Tage, die hauptsächlich aus lokalem Feuerstein bestehen.

### Mittelsteinzeitliche FundstätteEl Mehri
Unterhalb des Oued Elmehri liegt eine epipaläolithische Fundstätte aus der Capsien-Zeit in der Mittelsteinzeit. Das Gelände bei einem breiten Felsunterstand ist mehr als 200 m lang und mehr als 70 m breit. In den schwarzen Sedimenten vor dem Unterstand sind große Mengen verbrannter Schnecken, geschnittener Feuersteinwerkzeuge unterschiedlicher Farbe und Aussehens sowie Keramikscherben und Knochen erhalten.

### Frühgeschichtliche Nekropole vonGastel
Aus der Zeit um 250–175 v.C. stammen 463 Vasen und andere Grabbeigaben von Gastel, die zeigen, dass die Bevölkerung von Gastel sesshaft war und dass diese Bauern, wie die heutigen Fellachen, bereits Geschirr an die Wände ihrer Häuser hängten, das den Nomaden völlig unbekannt war. Die Nekropole, die zwischen 1911 und 1938 ausgegraben wurde, liegt am nördlichen Ende des Djebel Dyr auf einem Plateau, das im Osten vom Oued Gastel (auch Oued Gastal) begrenzt wird.

### Megalithen und Tumuli auf demOued Hamouda
Auf dem Oued-Hamouda-Plateau gibt es Dutzende gut erhaltene Megalithen und Tumuli, deren Skelette, Töpferwaren und Dekorationsgegenstände zum Teil an der Oberfläche sichtbar sind. Sie weisen wohl auf die Existenz einer wichtigen Grabstätte hin.

### Römische Brücke beiHenchir el Goussa

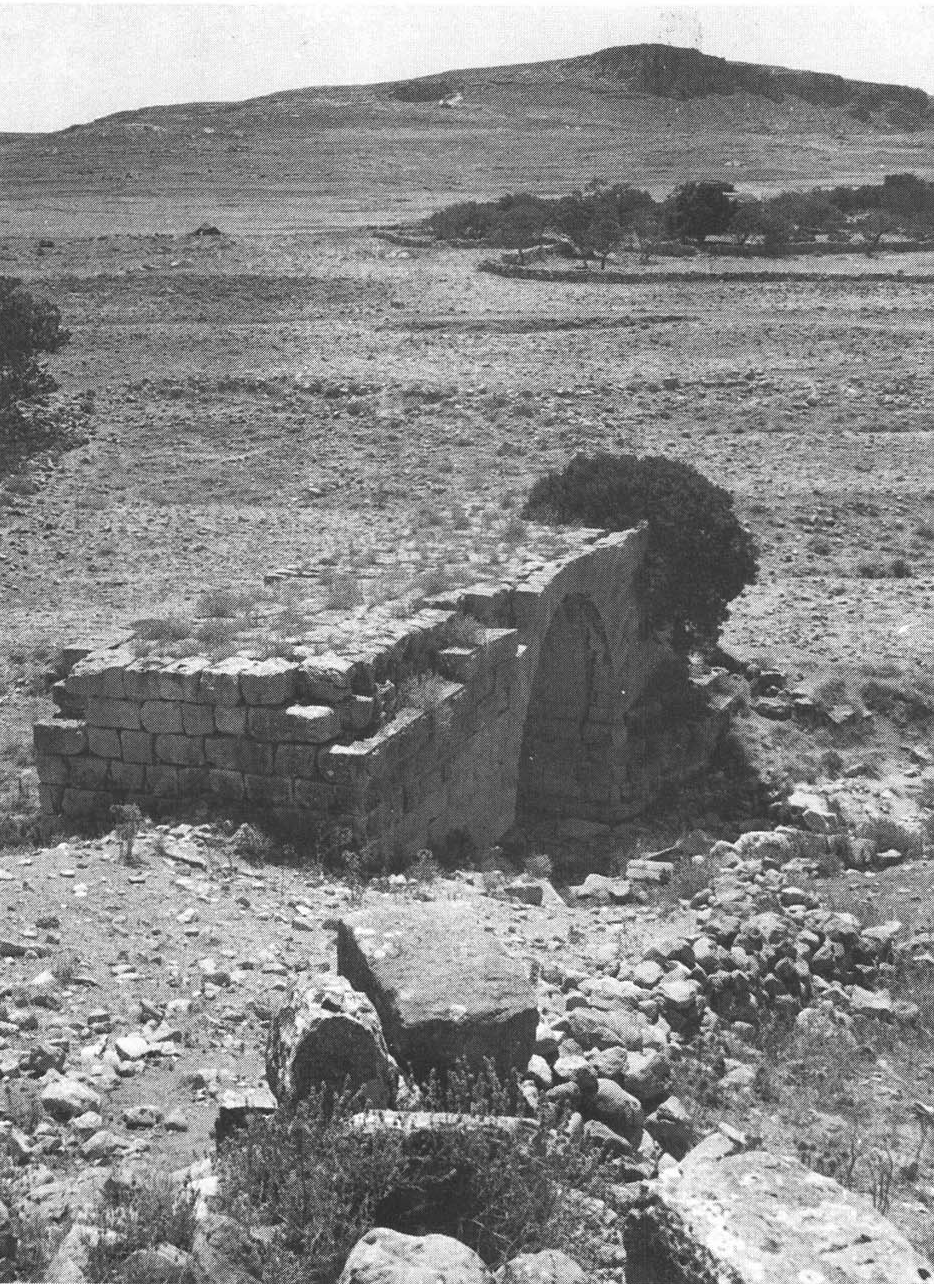
Römische Brücke über den Oued Gastel, um 1936

Die römische Brücke von Henchir el Goussa ermöglichte es, auf der Römerstraße von Hammaedara (Haïdra) nach Vasampus (Morsott) den Oued Gastal zu überqueren.